# Premio Clarín de Novela
El Premio Clarín de Novela es un premio de literatura en Lengua Española concedido anualmente por el Grupo Clarín. 
Fue creado en 1998 y su primer galardonado fue Pedro Mairal por su novela Una noche con Sabrina Love.
El ganador recibe 5.000.000 pesos ($) y la publicación de su novela por el sello Clarín Alfaguara. 
Se falla en los meses de octubre o noviembre y el ganador se conoce en la ceremonia que se realiza a tal fin. 
El Premio Clarín Novela es uno de los concursos literarios más prestigiosos de Hispanoamérica. Escritores de todo el mundo participan cada año con obras inéditas escritas en español.
Algunas de las obras distinguidas en ediciones anteriores, fueron: “Inglaterra, una fábula” de Leopoldo Brizuela; “Una noche con Sabrina Love” de Pedro Mairal; "¿Qué se sabe de Patricia Lukastic?" de Manuel Soriano; “La otra playa” de Gustavo Nielsen; “Más liviano que el aire” de Federico Jeanmaire; “Bestias afuera” de Fabián Martínez Siccardi; y “El lugar perdido” de Norma Huidobro.
Ilustres escritores como el Premio Nobel de Literatura José Saramago, y dos premios Cervantes como Adolfo Bioy Casares y Augusto Roa Bastos, han integrado el Jurado de Honor del Premio. A lo largo de sus 20 ediciones, también participaron como jurado grandes narradores argentinos y extranjeros, entre los que se encuentran: Héctor Tizón, Guillermo Cabrera Infante, Luis Gusmán, Vlady Kociancich, Andrés Rivera, Noé Jitrik, Antonio Skármeta, Eduardo Belgrano Rawson, Ángeles Mastretta, Alberto Manguel, Rosa Montero, Juan Cruz Ruiz, Eduardo Sacheri, Edgardo Cozarinsky, Claudia Piñeiro, Leonardo Padura Fuentes y Juan José Millás.

## Galardonados con el Premio Clarín de Novela
| Lista de galardonados con el Premio Clarín de Novela |

| Edición | Año  | Autor                            | Novela                                             |        |
| ------- | ---- | -------------------------------- | -------------------------------------------------- | ------ |
| I       | 1998 | Pedro Mairal (n. 1970)           | Una noche con Sabrina Love                         | [ 1 ]  |
| II      | 1999 | Leopoldo Brizuela (1963)         | Inglaterra, una fábula                             | [ 1 ]  |
| II      | 2000 | Pablo Toledo (1975)              | Se esconde tras los ojos                           | [ 1 ]  |
| IV      | 2001 | Cristina Feijóo                  | Memorias del río inmóvil                           | [ 1 ]  |
| V       | 2002 | María Henestrosa                 | Las ingratas                                       | [ 1 ]  |
| VI      | 2003 | Patricia Suárez (1969)           | Perdida en el momento                              | [ 2 ]  |
| VII     | 2004 | Ángela Pradelli (1959)           | El lugar del padre                                 | [ 3 ]  |
| VIII    | 2005 | Claudia Piñeiro (1960)           | Las viudas de los jueves                           | [ 4 ]  |
| IX      | 2006 | Betina González (1972)           | Arte Menor                                         | [ 5 ]  |
| X       | 2007 | Norma Huidobro (1949)            | El lugar perdido                                   | [ 6 ]  |
| XI      | 2008 | Raquel Robles (1971)             | Perder                                             | [ 7 ]  |
| XII     | 2009 | Federico Jeanmaire (1957)        | Más liviano que el aire                            | [ 8 ]  |
| XIII    | 2010 | Gustavo Nielsen (1962)           | La otra playa                                      | [ 9 ]  |
| XIV     | 2011 | Luis Lozano (1960)               | El imitador de Dios                                | [ 10 ] |
| XV      | 2012 | Fernando Monacelli (1966)        | Sobrevivientes                                     | [ 11 ] |
| XVI     | 2013 | Fabián Martínez Siccardi (1964)  | Bestias afuera                                     | [ 12 ] |
| XVII    | 2014 | Daniel Ferreira (1981)           | Rebelión de los oficios inútiles                   | [ 13 ] |
| XVIII   | 2015 | Manuel Soriano (1977)            | ¿Qué se sabe de Patricia Lukastic?                 | [ 14 ] |
| XIX     | 2016 | Carlos Bernatek (1955)           | El canario                                         | [ 15 ] |
| XX      | 2017 | Agustina María Bazterrica (1974) | Cadáver exquisito                                  | [ 16 ] |
| XXI     | 2018 | José Niemetz (1962)              | Tú eres para mí                                    | [ 17 ] |
| XXII    | 2019 | Marcelo Caruso (1968)            | Negro el dolor del mundo                           | [ 18 ] |
| XXIII   | 2020 | Ignacio Arabehety (1966)         | Asomados a un pozo                                 | [ 19 ] |
| XXIV    | 2021 | Agustina Caride (1970)           | Donde retumba el silencio                          | [ 20 ] |
| XXV     | 2022 | Miguel Gaya (1953)               | El Desierto invisible                              | [ 21 ] |
| XXVI    | 2023 | Luciano Lamberti (1978)          | Para hechizar a un cazador                         | [ 22 ] |
| XXVII   | 2024 | Roberto Chuit Roganovich (1993)  | Si sintieras bajo los pies las estructuras mayores | [ 23 ] |